# Claudio Videla
Claudio Andrés Videla González (Rancagua, Chile, 19 de septiembre de 1982) es un exfutbolista chileno que jugaba en la posición de Delantero. Vistió la camiseta de diversos clubes del país, cómo O'Higgins, Santiago Wanderers, Universidad de Concepción, entre otros.

## Trayectoria
Se inició futbolísticamente en O'Higgins, con grandes actuaciones que le valdrían el reconocimiento a nivel nacional, llegando a ser goleador de la Primera B los años 2003 y 2004. Con ese equipo ascendió a Primera A. En los celestes marcó 44 goles y se sitúa en la casilla número 12 en los goleadores históricos del club.
El 2009 regresa a jugar a Primera B, esta vez con Deportes Concepción. Durante el segundo semestre deja a los lilas y se suma al cuadro de Deportes Melipilla. El 2010 vuelve a Rangers de Talca. El 2012 regresa al fútbol, jugando por CDS Enfoque de la Tercera División de Chile club en el que terminó su carrera como futbolista.

## Clubes
| Club                      | País  | Año       |
| ------------------------- | ----- | --------- |
| O'Higgins                 | Chile | 2001      |
| Iberia                    | Chile | 2002      |
| O'Higgins                 | Chile | 2003-2004 |
| Santiago Wanderers        | Chile | 2005      |
| Universidad de Concepción | Chile | 2005      |
| Cobresal                  | Chile | 2006      |
| Rangers                   | Chile | 2007      |
| Santiago Morning          | Chile | 2008      |
| Deportes Concepción       | Chile | 2009      |
| Deportes Melipilla        | Chile | 2009      |
| Rangers                   | Chile | 2010      |
| CDS Enfoque               | Chile | 2012      |

## Palmarés

### Distinciones individuales
| Distinción                                          | Año  |
| --------------------------------------------------- | ---- |
| Máximo Goleador de la Primera División B (22 Goles) | 2003 |
| Máximo Goleador de la Primera División B (18 goles) | 2004 |